# Авария на глинозёмном заводе в Айке
Авария на глинозёмном заводе в городе Айка, в 160 километрах от Будапешта  произошла 4 октября 2010 года. В результате разрушения плотины хвостохранилища произошла утечка приблизительно 700 тысяч м³ токсичного красного шлама. Шлам залил территорию в 40 км² и затопил низко расположенные участки населённых пунктов Колонтар, Девечер и Шомловашархей. Пострадали три медье: Веспрем, Ваш и Дьёр-Мошон-Шопрон. В районе бедствия венгерскими властями было объявлено чрезвычайное положение. В результате катастрофы погибло 10 человек и около 150 ранены.

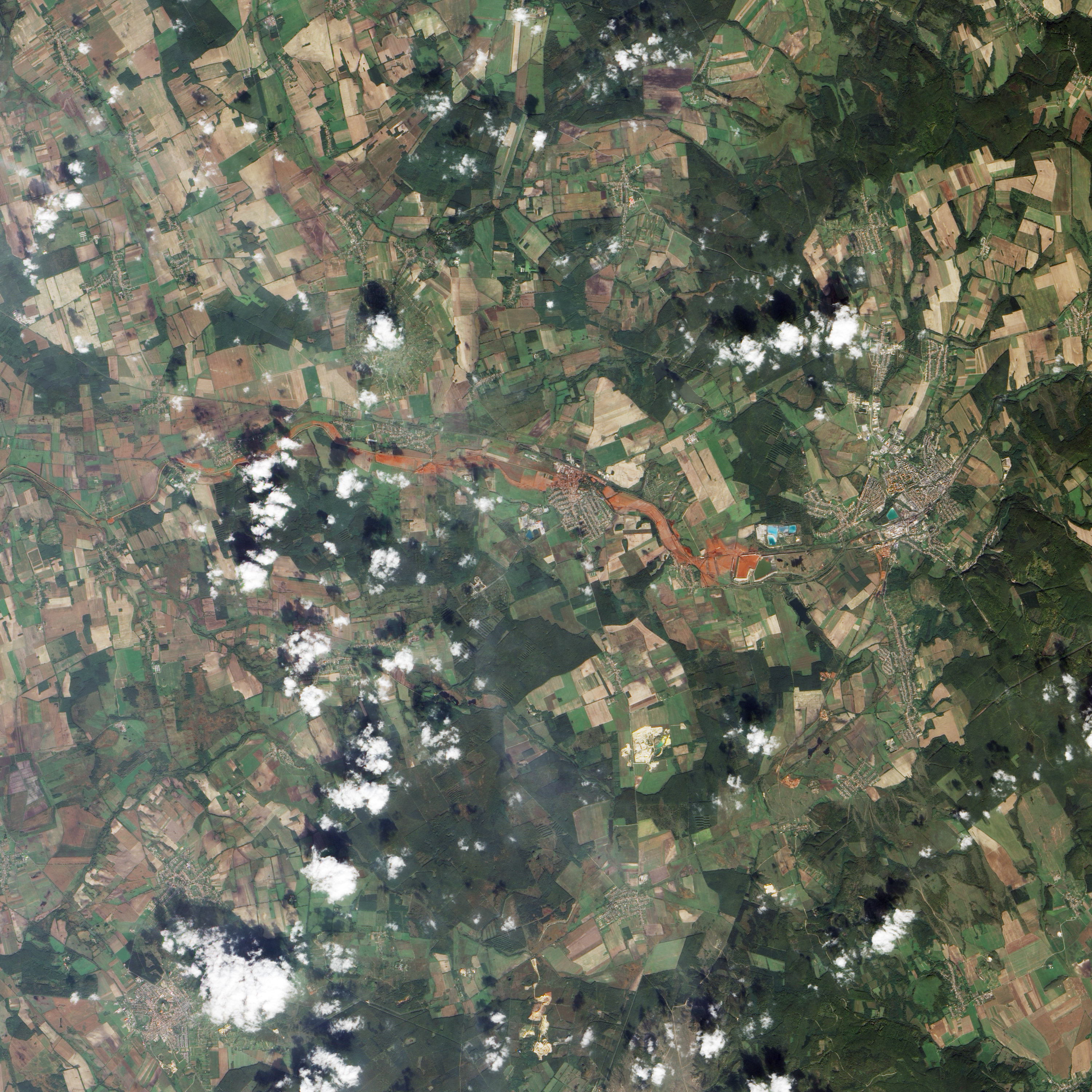
Спутниковая фотография разлива

## Хронология
4 октября 2010 года в 12:25 по местному времени произошел прорыв плотины на хвостохранилище красного шлама крупного глинозёмного завода Ajkai Timföldgyár Zrt, в районе города Айка. В результате разрушения плотины произошла утечка приблизительно 700 тысяч м³ токсичного вещества — красного шлама. Шлам разлился на территории около 40 км², попал в реку Торна, приток реки Марцаль и затопил несколько зданий в деревне Колонтар и городе Девечер. Погибли 10 человек, нанесён значительный материальный ущерб.
Шлам из Торны попал в реку Марцаль, затем в Рабу и потом в Дунай. 7 октября анализ, сделанный венгерской Службой по контролю за водными ресурсами, показал превышение нормы содержания щелочи в Дунае, что создало угрозу всей экосистеме реки.
9 октября венгерские власти начали эвакуацию жителей пострадавшего города Колонтар в связи с угрозой повторного разлива отходов. Специалисты опасались, что хвостохранилище, откуда произошла утечка, будет продолжать разрушаться.
11 октября глава комитета по охране окружающей среды Венгрии Золтан Иллеш заявил, что повторный разлив ядохимикатов неизбежен.
12 октября парламентом Венгрии принято решение о национализации компании MAL Zrt, владеющий заводом. Всем пострадавшим будет выплачена компенсация.
14 октября суд Венгрии не смог выдвинуть обвинения Золтану Баконьи (венг. Bakonyi Zoltán), взятому ранее под стражу главе компании, которая допустила утечку.
16 октября завод возобновил работу. Эвакуированные жители стали возвращаться домой.
Активы MAL приобрела компания IC Profil в октябре 2014 года. Производство на глинозёмном заводе в Айке было остановлено.